# Траскуера
Траскуера (італ. Trasquera, п'єм. Trasquera) — муніципалітет в Італії, у регіоні П'ємонт,  провінція Вербано-Кузіо-Оссола.
Траскуера розташована на відстані близько 590 км на північний захід від Рима, 125 км на північ від Турина, 34 км на північний захід від Вербанії.
Населення — 192 особи (2014).
Покровитель — Gervasio e Protasio.

## Демографія
Населення за роками:

Станом на 1 січня 2023 року в муніципалітеті офіційно проживало 8 іноземців з 7 країн, серед них 2 громадяни країн Євросоюзу та 1 громадянин України.

## Сусідні муніципалітети
- Боньянко
- Креволадоссола
- Домодоссола
- Варцо
- Цискберджен